# Gouvernement Benflis III
République algérienne
Benflis II Ouyahia III
Le gouvernement d'Ali Benflis III était le gouvernement algérien en fonction du 17 juin 2002 au 9 mai 2003.
Après avoir renouvelé sa confiance à Ali Benflis le 4 juin, le président de la république a nommé les membres du gouvernement le 17 juin 2002.

## Composition
| Portefeuille                                                                                               | Ministre                  |
| --- | ------------------------- |
| Chef du gouvernement                                                                                       | Ali Benflis               |
| Ministre d'État, représentant personnel du Président de la République                                      | Ahmed Ouyahia             |
| Ministre d'État, Ministre de l'Intérieur et des Collectivités locales                                      | Noureddine Yazid Zerhouni |
| Ministre d'État, Ministre des Affaires étrangères                                                          | Abdelaziz Belkhadem       |
| Ministre de la Justice, Garde des Sceaux                                                                   | Mohamed Charfi            |
| Ministre de la Participation et de la Promotion des Investissements                                        | Abdelhamid Temmar         |
| Ministre du Commerce                                                                                       | Noureddine Boukrouh       |
| Ministre de l'Énergie et des Mines                                                                         | Chakib Khelil             |
| Ministre des Affaires religieuses et des Wakfs                                                             | Bouabdellah Ghlamallah    |
| Ministre des Moudjahidine                                                                                  | Mohamed Cherif Abbas      |
| Ministre de l'Aménagement du territoire et de l'Environnement                                              | Cherif Rahmani            |
| Ministre des Transports                                                                                    | Abdelmalek Sellal         |
| Ministre de la Jeunesse et des Sports                                                                      | Aboubakr Benbouzid        |
| Ministre de l'Agriculture et du Développement rural                                                        | Saïd Barkat               |
| Ministre du Tourisme                                                                                       | Lakhdar Dorbani           |
| Ministre des Travaux publics                                                                               | Amar Ghoul                |
| Ministre de la Santé, de la Population et de la Réforme hospitalière                                       | Abdelhamid Aberkane       |
| Ministre des Finances                                                                                      | Mohamed Terbeche          |
| Ministre de la Communication et de la Culture, Porte-parole du gouvernement                                | Khalida Toumi             |
| Ministre des Ressources en eau                                                                             | Abdelmadjid Attar         |
| Ministre de la Petite et Moyenne entreprise et de l'Artisanat                                              | Mustapha Benbada          |
| Ministre de l'Éducation nationale                                                                          | Noureddine Salah          |
| Ministre de l'Enseignement supérieur et de la Recherche scientifique                                       | Rachid Harroubia          |
| Ministre de la Poste et des Technologies de l'Information et de la Communication                           | Zine-Eddine Youbi         |
| Ministre de la Formation et de l'Enseignement professionnel                                                | Abdelhamid Abad           |
| Ministre de l'Habitat et de l'Urbanisme                                                                    | Mohamed Nadir Hamimid     |
| Ministre de l'Industrie                                                                                    | El Hachemi Djaâboub       |
| Ministre du Travail, de la Sécurité sociale                                                                | Tayeb Louh                |
| Ministre de l'Emploi et de la Solidarité nationale                                                         | Tayeb Belaiz              |
| Ministre chargé des Relations avec le Parlement                                                            | Noureddine Taleb          |
| Ministre de la Pêche et des Ressources halieutiques                                                        | Smaïl Mimoune             |
| Ministres délégués                                                                                         |                           |
| Ministre délégué auprès du Ministre des Affaires étrangères, chargé des Affaires maghrébines et africaines | Abdelkader Messahel       |
| Ministre délégué auprès du Ministre de l'Intérieur, chargé des Collectivités locales                       | Dahou Ould Kablia         |
| Ministre déléguée auprès du Chef du gouvernement, chargée de la Famille et de la Condition féminine        | Boutheina Cheriet         |
| Ministre déléguée auprès du Chef du gouvernement, chargée de la Communauté nationale à l'étranger          | Fatma Zohra Bouchemla     |
| Ministre délégué auprès du Ministre de la Justice, chargé de la Réforme pénitentiaire                      | Abdelkader Sallat         |
| Ministre délégué auprès du Ministre de l'Agriculture, chargé du Développement rural                        | Rachid Benaïssa           |
| Ministre déléguée auprès du Ministre de l'Enseignement supérieur, chargée de la Recherche scientifique     | Leila Hammou Boutlelis    |
| Ministre déléguée auprès du Ministre des Finances, chargée de la Réforme financière                        | Fatiha Mentouri           |